# Serginho Baiano
Serginho Baiano (ur. 5 stycznia 1978) – brazylijski piłkarz występujący na pozycji napastnika.

## Kariera piłkarska
Od 1997 do 2011 roku występował w EC Bahia, ASA, Corinthians Alagoano, Boavista FC, FC Paços de Ferreira, CD Nacional, Chunnam Dragons, CSA, Oita Trinita, América, Náutico, Leixões SC, Ferroviária, Fluminense Feira, Santa Helena, Treze, CRB i Araripina.